# Organización territorial de las Islas Pitiusas

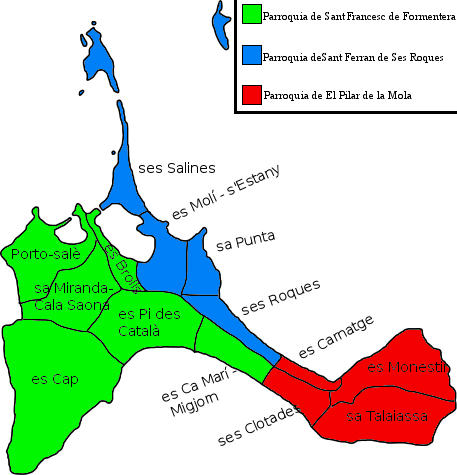
División en vendas y parroquias de Formentera.

La organización territorial de las islas Pitiusas es singular por sus peculiaridades geográficas e históricas. Históricamente, en la isla de Ibiza sólo existía un único núcleo urbano, llamado «la Villa», y el resto era una zona rural dispersa organizada en vendas (en catalán véndes). Con la repoblación de Formentera, a principios del siglo XVIII, se trasladó a esta isla la organización ibicenca. Esta organización territorial se articula en cuatro niveles:
- El casamiento o casa payesa,
- La venda,
- La parroquia y
- El municipio.

## Niveles de organización territorial

### Los casamientos
Un casamiento (en catalán casament) o casa payesa es una casa rural ibicenca donde se entiende por casa cada uno de los volúmenes que la forman, o habitaciones. El casamiento era el espacio de referencia familiar y la unidad económica de explotación agraria. Su nombre era la identificación familiar y se usaba como complemento del nombre propio.

### Las vendas
Un grupo de casamientos próximos se organizaban para los trabajos comunitarios y los actos festivos, formando una venda (en catalán vénda). Podían ser trabajos agrícolas como segar, de seguridad como turnos de vigilancia o construcción de torres de defensa, o de infraestructuras como caminos o iglesias. Este término acabó teniendo un sentido territorial y un sentimiento de pertenencia a una comunidad. Las relaciones sociales se mantenían dentro de una misma venda y los matrimonios con miembros de otras vendas eran extraños. Este sistema de organización territorial ya se estructuró dentro de los antiguos cuartones (quartons) de Ibiza y Formentera y ha perdurado hasta hoy a pesar de las nuevas organizaciones en parroquias y municipios, y del desarrollo de nuevos núcleos urbanos. El número de vendas y sus límites territoriales ha ido variando con el tiempo adaptándose a las variaciones demográficas y las necesidades de cada época.

### Las parroquias
Las parroquias se crearon en el año 1785  pasando a ser una división de orden superior a las vendas. Con el tiempo las nuevas iglesias parroquiales fueron el núcleo alrededor del cual se han ido formando los pueblos dejando a las islas una toponimia característica a partir del santoral. Pero la mayor parte de la población continuó viviendo de forma diseminada hasta la segunda mitad del siglo XX cuando el desarrollo turístico modificó la urbanización y la estructura económica.

### Los municipios
Los municipios se crearon posteriormente en torno a las parroquias cómo agrupación de ellas. En 1983 el ayuntamiento de Formentera oficializó la división territorial en vendas creando catorce. Estas divisiones se suelen llamar vendas municipales para distinguirlas de las vendas tradicionales. En el año 2000 el ayuntamiento de San José (en la isla de Ibiza) también oficializó la división del municipio en dieciocho vendas.

## Lista de vendas
Lista de vendas agrupadas por municipios y parroquias:
- San Antonio Abad
  - San Antonio Abad (Sant Antoni de Portmany )
    - es Bernats, es Bessons, Buscastell, Cas Ramons, Forada, es Macians, es Pla, sa Raval, sa Vorera.

  - San Mateo de Albarca
    - Albarca, Benimaimó, Besora, Can Miquel Cires, Cas Turs, sa Noguera, Racó d'Alcalà.

  - San Rafael de Sa Creu
    - sa Bassa Roja, sa Creu, Forca, es Fornàs.

  - Santa Inés de Corona
    - Pla de Corona, San Gilberto, ses Rotes
- San Juan Bautista
  - San Juan Bautista (Sant Joan de Labritja)
    - Cas Cavallers, Cas Ripolls, Cas Vidals, Labritja, es Murtar, es Niu des Corbs, Portinatx, Xarraca, Xarracó.

  - San Lorenzo de Balafia
    - Balàfia de Baix, Balàfia de Dalt, Bellmunt, es Boletar de Baix, es Boletar de Dalt, Canadella, es Codolar, es Forn Blanc, Porrals, Safragell, Santa Llúcia.

  - San Miguel de Balansat
    - Benirràs, es Port, Rubió.

  - San Vicente Ferrer (Sant Vicent de sa Cala)
    - s'Almànguena, s'Àguila, es Negres.
- San José
  - Es Cubells (Nuestra Señora del Carmen)
    - Cala d'Hort, es Cubells, Davall sa Serra, la Flota.

  - Sant Agustí des Vedrà
    - Deçà Torrent, Dellà Torrent

  - San Francisco de Paula (Sant Francesc de s'Estany)
    - Can Llaudis, sa Canal, Racó des Jondal, sa Revista, sa Torre de sa Sal Rossa.

  - Sant Jordi de ses Salines
    - Cas Costes, l'Horta, es Racó.

  - San José
    - Benimussa, Cas Marins, Cas Serres, sa Talaia.
- Santa Eulalia del Río
  - Jesús (Nuestra Señora de Jesús)
    - Santa Maria, ses Torres, l'Horta, Puig d'en Valls (tradicionalmente venda, es parroquia desde 1979)

  - San Carlos de Peralta
    - Atzaró, es Figueral, Morna, Peralta.

  - Santa Eulalia del Río
    - Arabí, Cala Llonga, es Coloms, s'Església, es Novells, es Trull d'en Vic, sa Vila.

  - Santa Gertrudis de Fruitera
    - Can Llàtzer, Cas Ramons, Cas Serres, Fruitera, Parada, sa Picassa, es Poble, Santa Maria, es Savions.
- Formentera
  - El Pilar de la Mola (Nuestra Señora del Pilar)
    - Tradicionales: sa Cala, ses Clotades, s'Església, es Far, es Monestir, sa Talaiassa, es Torrent Fondo.
    - Municipales: es Carnatge, ses Clotades, es Monestir, sa Talaiassa

  - Sant Ferran de ses Roques
    - Tradicionales: s'Estany, es Molí, Punta Prima, ses Roques
    - Municipales: es Molí – s'Estany, sa Punta, ses Roques, Las Salinas

  - San Francisco Javier
    - Tradicionales: es Brolls, Cala Saona, Can Parra, es Cap de Barbaria, Mal Pas, Migjorn, sa Mirada, es Pi des Català, Portossalè, sa Raval, la Savina
    - Municipales: es Brolls, es Ca Marí – Migjorn, es Cap de Barbaria, sa Miranda – Cala Saona, es Pi des Català, Portosalè.